# Tadeusz Tomasiński
Tadeusz Tomasiński lub Thadée Tomasinski (ur. 25 czerwca 1923 w Nasielsku, zm. 1 czerwca 2022 w Paryżu) – polski ksiądz pallotyn, uczestnik powstania warszawskiego (pseudonim „Kokoszka”), od 1953 mieszkał i pracował we Francji.
Był żołnierzem AK w latach 1942-1944. W 1944 walczył w powstaniu warszawskim. Studiował teologię w Ołtarzewie (1943-1946) i na Uniwersytecie Gregoriańskim w Rzymie (1946-1950).
Święcenia kapłańskie przyjął 10 lipca 1949 w Rzymie. Tamże był w 1950 sekretarzem osobistym bp. Wojciecha Turowskiego, a następnie asystentem pallotyńskiego prokuratora generalnego ks. Webera (1950–1953).
Po przybyciu do Francji w 1953 ks. Tomasiński był duszpasterzem Polonii i ekonomem regionalnym w latach 1953-1993. Ks. Tomasiński był twórcą i – w latach 1956-1993 – dyrektorem drukarni Imprimerie de Busagny w Osny, drukującej m.in. w ramach wydawnictwa Editions du dialogue w czasach PRL kilka milionów polskich książek, często z tzw. drugiego obiegu. Współinicjator i odpowiedzialny za budowę Gimnazjum Świętego Stanisława (College st. Stanislas) i Szkoły Technicznej w Osny oraz Pallotyńskiego Domu Pielgrzyma w Rzymie.
W okresie stanu wojennego ks. Tomasiński był organizatorem Komitetu Pomocy dla Polski.
Był członkiem zarządu Domu dla Studentek Polskich w Paryżu (od 1974), Domu dla Studentów Polskich w Paryżu (od 1980 do 1999), i rektorem pallotyńskiej wspólnoty w Osny.
Z zamiłowania był badaczem historii sztuki oraz dziejów Polski i Francji.
Został odznaczony Krzyżem Armii Krajowej i Krzyżem Oficerskim Orderu Odrodzenia Polski.